# Afi Esca
Afi Esca ist eine europäische Lebensversicherungs- und Kapitalanlagegesellschaft, die 1923 im Elsass gegründet wurde. Sie konzipiert und vertreibt Lebens-, Spar-, Renten- und Kreditversicherungen. Seit 2022 ist der Name nach Fusionen Diot-Siaci.

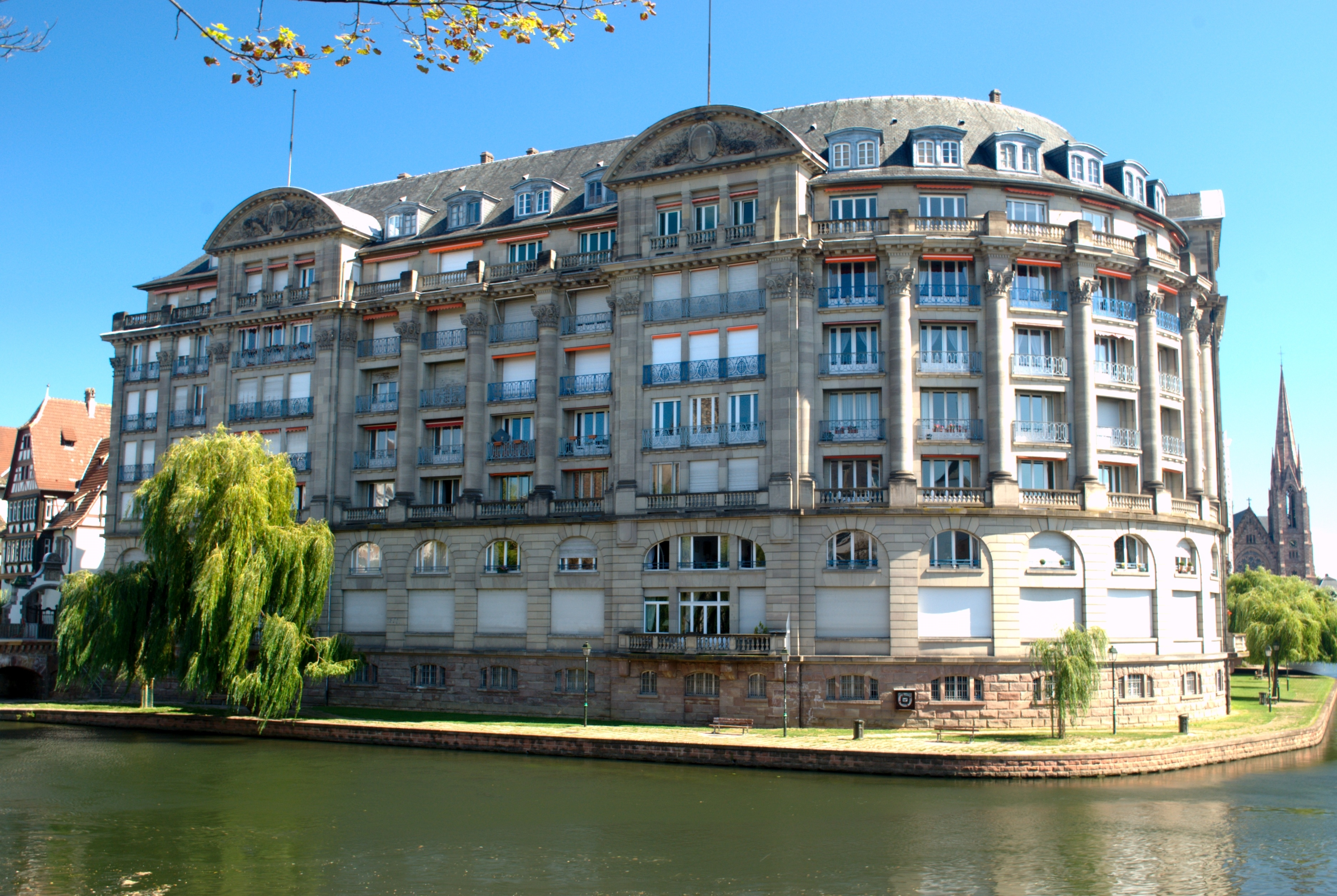
Ehemalige Esca Zentrale, Straßburg

## Geschichte
1919 gründete Maurice Burrus mit  einer Gruppe von Bankiers und Industriellen aus Ostfrankreich die Banque du Rhin.

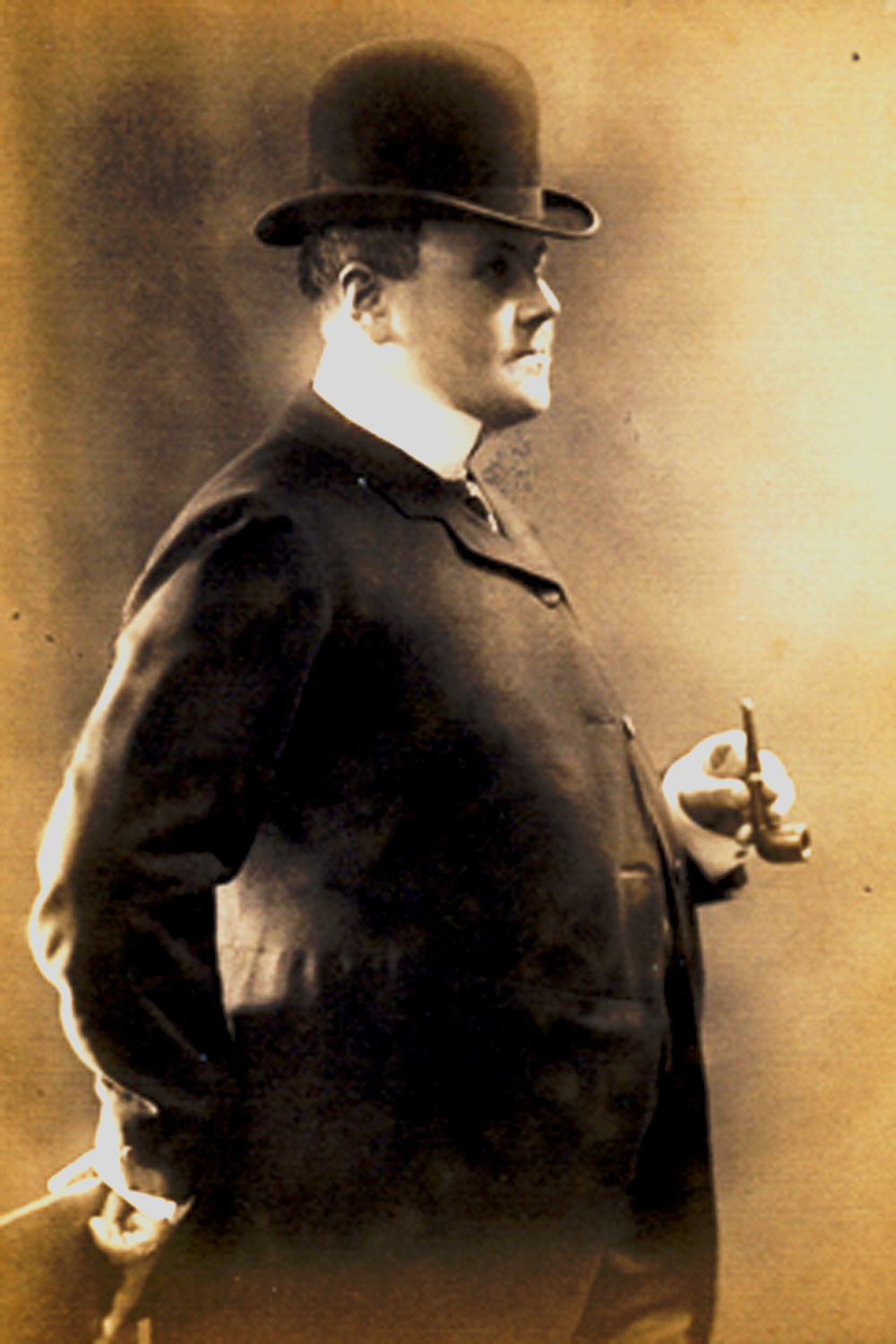
Maurice Burrus 1936

Angeregt durch diese Erfahrung in der Finanzwirtschaft beschloss  Maurice Burrus das Vermögen, das er in der Tabakindustrie verdient hatte, in der Versicherungsindustrie zu investieren. Am 9. Januar 1923 gründete er mit verschiedenen elsässischen Partnern die Kapitalanlage- und Vorsorgegesellschaft Esca-capitalisation (Esca: Est Capitalisation) mit einem Kapital von 2 Millionen Francs, mit Sitz in Straßburg. Während der Annexion des Elsass durch das Deutsche Reich 1871–1918 wurde der Markt von deutschen Firmen beherrscht, die sich zurückzogen, nachdem Elsass wieder französisch geworden war. Obwohl der Versicherungsmarkt bereits durch französische Unternehmen abgedeckt war, sah Maurice Burrus eine Chance für eine lokale Gesellschaft. Nach einem schwierigen Start machte die Gesellschaft Gewinne, die es ihr erlaubten, 1932 ein repräsentatives Gebäude im Neoklassizistischen Stil in Straßburg in der Nähe der Neustadt an der Ill zu bauen.  Das Haus wurde später unter dem Namen Esca bekannt und steht heute unter Denkmalschutz. Esca vergrößerte ihr Geschäftsgebiet auf ganz Frankreich, 1965 war sie in 80 % des Gebiets präsent. Zwischen 1975 und 1989 erhöhte die Gesellschaft ihren Umsatz um den Faktor 10.
1991 trat Christian Burrus, ein Verwandter von Maurice Burrus, in die Firma ein und übernahm die Leitung. Einige Jahre später übernahm und sanierte er das kleine elsässische Versicherungsunternehmen Joliez Regol, welches Insolvenz angemeldet hatte. Durch diese positive Erfahrung angeregt, vergrößerte er durch Übernahmen und Fusionen sein Unternehmen beträchtlich. In den folgenden Jahren bis zum Jahr 2000 wuchs der Umfang des verwalteten Vermögens um das Doppelte. 2004 kaufte Esca die belgische Versicherungsfirma AFI Europe von der Commerzbank. AFI betreibt  hauptsächlich Vorsorgeversicherungen (assurance prévoyance), also Leben, Berufsunfähigkeit u. ä. 2010 fusionierten die beiden Gesellschaften. Das Geschäft wurde auf Italien und Luxemburg ausgeweitet. 2022 arbeiteten 250 Mitarbeiter für Afi Esca und verwalten ein Vermögen von 1,6 Milliarden €, die Produkte werden von 3500 Maklern vertrieben. 2012 bezog die Firma einen neuen Firmensitz bei Les Halles, einem Geschäftsviertel von Straßburg. 2008 kaufte Afi Esca den französischen Versicherungsmakler Diot, (Jules Diot, der Gründer), der auch Rückversicherungen vermittelt. Zwei Jahre später übernahm die Firma LSN (La Sécurité Nouvelle), einen weiteren Versicherungsmakler, spezialisiert auf Notare. 2017 gründete die Firma die Groupe Burrus Technologies, eine Informatik-Firma für die Versicherungs- und Bankenbranche. 2020 übernahm Afi Esca das Firmenversicherungsgeschäft der April  Entreprise, einem französischen Versicherungsmakler. 2022 fusionierte die Firma mit Siaci, einem weiteren Versicherungsmakler, spezialisiert auf Großfirmen. Die neue Gesellschaft Diot-Siaci ist der größte unabhängige Versicherungs-Berater und Makler in Europa (2022). Die Burrus Gruppe hält eine Mehrheit von 54 % des Kapitals. Der Sitz der neuen Gesellschaft ist Paris. Sowohl die traditionelle Gesellschaft Afi Esca als auch die neu erworbenen behielten ihren Namen und blieben organisatorisch selbstständig, die Holding Groupe Burrus vertritt die Eigentümer Interessen.
In ihren Präsentationen hebt die Firma die Tatsache hervor, dass sie seit fast 100 Jahren als Familiengesellschaft geführt wird und empfiehlt sich für die Verwaltung von Familienvermögen. Über diesen Geschäftszweig werden allerdings keine Informationen veröffentlicht. Auffallend ist, dass die Gesellschaft keine Krankenversicherungen anbietet. Das Elsass behielt auch nach 1918 das deutsche System der Sozialversicherung bei, welches Krankheitskosten fast vollständig abdeckt.

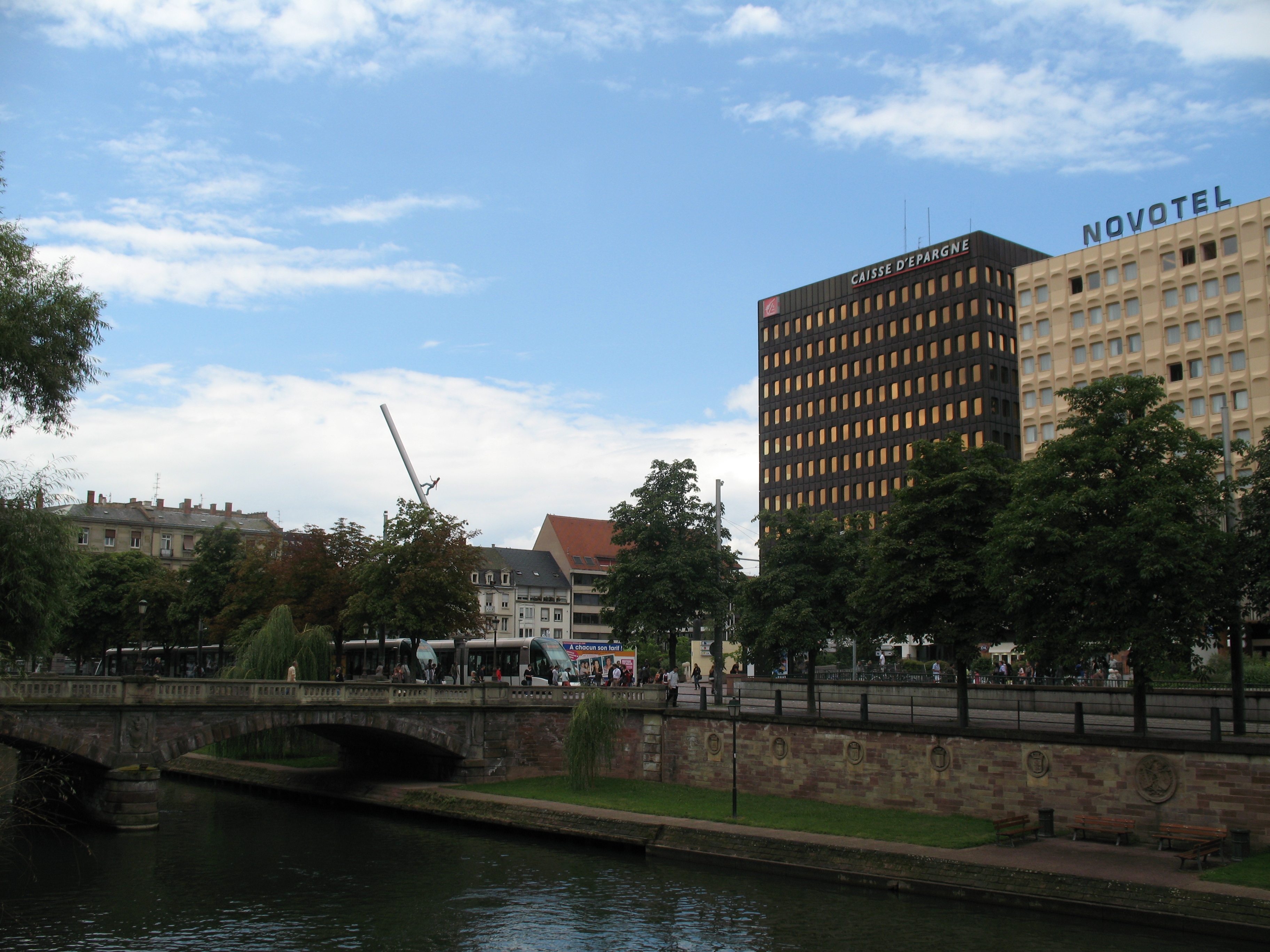
Afi Esca Zentrale Les Halles Straßburg, ehemals Caise d'Épagne

## Produkte und Finanzzahlen
2022 vertreibt die Firma folgende Produkte:
Afi Esca: (Kapital-)Lebensversicherungen, Kapitalanlagen, Kreditversicherungen, Versicherung für Unternehmer im Todesfall bzw. bei Berufsunfähigkeit des Eigentümers bzw. Geschäftsführers, Versicherung für Familien im Todesfall bzw. Berufsunfähigkeit des Ernährers, Versicherung von Beerdigungskosten. Die Firma bietet den unabhängigen Versicherungsmaklern eine „Partnerschaft“ an, diese vertreiben die Produkte und betreuen ihre Kunden. Hinweis: Kleine Versicherungsgesellschaften haben oft keinen eigenen Vertrieb, sondern arbeiten mit unabhängigen Maklern zusammen.
Diot-Siaci: Versicherungen für Firmen für Risiken der Belegschaft (Personen), Maschinen und Haftungsrisiko, inklusive Rückversicherung, Analyse der Risiken und Auswahl der richtigen Versicherung. Hier ist sie insbesondere als Versicherungsmakler tätig.
Die IT Tochter entwickelt und implementiert Software für Versicherungs-, Makler- und Finanzinstitute.
Im Handelsregister findet man die Firmen
- AFI.ESCA Patrimoine: Activités des agents et courtiers d'assurances (Tätigkeiten von Versicherungsvertretern und Maklern), Société par actions simplifiée (vereinfachte Aktiengesellschaft). 130.000 € Grundkapital, Patrick BONJOUR Direktor, 10 bis 19 Angestellte, 7,8 Mio. € Umsatz, alle Zahlen 2020.[10]
- AFI.ESCA: Activité de l'assurance vie (Lebensversicherungstätigkeit), Société anonyme à conseil d'administration (Aktiengesellschaft mit Aufsichtsrat), 12.359.520 € Grundkapital, Jean-Yves HERMENIER Aufsichtsratsratvorsitzender, 250 bis 499 Angestellte, Umsatz/Gewinn nicht veröffentlicht, alle Zahlen 2020.[11]

Für die Holding Burrus Gruppe betrug 2022 der Umsatz 794 Mio. €, sie beschäftigte 5000 Mitarbeiter und war aktiv in 170 Ländern. 2024 ist der Umsatz auf 905 Mio. € gestiegen.

## Die Familie Burrus
Ursprünglich aus dem Süd-Elsass stammend, hat die Familie ihr Vermögen mit Tabakfabriken in der Schweiz und im Elsass gemacht. Maurice Burrus wuchs in der Villa seiner Eltern in Sainte Croix-aux-Mines auf. 1940 stimmte er als Abgeordneter dem Ermächtigungsgesetz des Vichy-Regimes von Philippe Pétain zu. Nach Kriegsende wurde er deshalb als Kollaborateur bezeichnet, aber nie angeklagt. Er zog nach Genf, wo er 1959 starb. Seine Stellung in Straßburg machte ihn zu einem großen Mäzen. Als Liebhaber von Büchern und antiken Möbeln war er ein Verteidiger der elsässischen Kultur. Mit seinen Stiftungen und seiner Großzügigkeit bereicherte er die Sammlungen mehrerer Museen, wie des Palais de Rohan in Straßburg, das Museum Unterlinden in Colmar und das Schloss Haut-Koenigsbourg. Er besaß eine der wertvollsten Briefmarkensammlungen.
Maurice Burrus ist der jüngere Bruder von Jean-Paul Burrus, der die Holding SALPA, Lebensmittelindustrie und Restaurants, besitzt. Jean-Paul Burrus ist der Vater von Christian Burrus. Familienmitglieder besetzen Aufsichtsratspositionen in den jeweiligen Firmen.